# Сива легенда
«Сива легенда» («Siwa legenda») — радянсько-польський художній фільм 1991 року, знятий режисером Богданом Порембою на студіях «Кіноцентр» і «Профіль».

## Сюжет
Історико-пригодницький фільм за мотивами повісті Володимира Короткевича «Сива легенда». Баляє шляхта. Одружується молодий князь Кізгайла. І навіть звістка про селянський заколот не затьмарює свята. Поспішає на весілля і давній друг — полковник Роман Ракутович. Тільки не радіє його приїзду наречена, передчувши лихо, що насувається.

## У ролях
- Лембіт Ульфсак — Роман Ракутович
- Івар Калниньш — князь Кізгайла
- Івона Катажина Павляк(інші мови) — Любка
- Алла Муріна — Ірина
- Леон Нємчик — Алоїз, чернець
- Артур Гандрабура — Лаур
- Олександр Кознов — Конрад Фон Цхакен
- Геннадій Гарбук — Філіп, ватажок бунтуючих селян
- Юзеф Фризлевич(інші мови) — канцлер Речі Посполитої
- Анджей Красицький(інші мови) — Друцький
- Марія Пробош(інші мови) — Ядвіга, служниця Любки
- Михал Шевчик(інші мови) — Голас
- Олександр Тимошкін — ротмістр
- Володимир Січкар — Цвіркевич
- Олександр Безпалий(інші мови) — Юстін, бунтівник
- Геннадій Шкуратов — Доменік
- Євген Дземяшкевич — Богдан
- Чеслав Ногацький — епізод
- Володимир Корпусь — коваль
- Анатолій Терпицький — епізод
- Сергій Іванов — селянин-заколотник
- Юрій Шульга — епізод
- О. Ричак — епізод
- М. Єрмолаєва — епізод
- Є. Бароєв — епізод
- Наталія Кишова — епізод
- Тетяна Трескунова — епізод
- Ростислав Шмирьов — епізод
- Валентин Бєлохвостик — епізод
- Ярослав Сарнацький — епізод
- В. Ковальов — епізод
- Веслав Адамовський — епізод
- Марина Карманова — епізод

## Знімальна група
- Режисер — Богдан Поремба(інші мови)
- Сценаристи — Сергій Булига, Володимир Матвєєв
- Оператор — Яцек Стахлевський(інші мови)
- Композитор — Євген Дога
- Художник — Ігор Топілін